# Nippörs grundet
Nippörs grundet är en ö nära Nötö i Nagu,  Finland.   Den ligger i Pargas stad i den ekonomiska regionen  Åboland  och landskapet Egentliga Finland. Ön ligger omkring 4 kilometer sydväst om Nötö, omkring 31 kilometer söder om Nagu kyrka,  66 kilometer sydväst om Åbo och 180 km väster om Helsingfors. Närmaste allmänna förbindelse är förbindelsebryggan vid Långholm och Träskholm som trafikeras av M/S Nordep.